# ヴェルナモ
ヴェルナモ（スウェーデン語: Värnamo）は、スウェーデン・ヨンシェーピン県に位置するヴェルナモ市の市庁所在地。スウェーデン語で防御要塞を意味するヴェルン (värn)と砂地を意味する モ (mo)が組み合わさって名付けられた。

## 歴史
町の起源は中世に遡り、13世紀初頭に初めて文献上に土地の記載がなされた。ラガン川ほとりの東側に小さな集落として形成され、15世紀には貿易と商業の中心地として栄えていった。19世紀に入ると、町の産業は工業が中心となっていき、森林を活かした家具製造や鍛冶が主な産業であった。1900年代に入ると、徐々に人口が増加し始め、1920年11月に正式にヴェルナモ市としての資格を得た。

## 文化
アプラーダレンは、ヴァルナモの中心部にある自然公園であり、野外博物館でもある。18世紀から19世紀の建物が保存され、手工芸品店、カフェ、大きな遊び場が併設されている。

### スポーツ
町で最も大きなスポーツクラブはサッカークラブであるIFKヴェルナモがある。1912年に設立され、長らく国内下部リーグを主戦場としていたが、2021シーズンに1部リーグであるアルスヴェンスカンに初めて昇格した。

## 出身者
- エリーゼ・リード (1984 - ) : 歌手。
- ニクラス・フルト (1990 - ) : サッカー選手、元スウェーデン代表。
- マルクス・ローデン (1991 - ) : サッカー選手、スウェーデン代表。
- フェリックス・ローゼンクヴィスト (1991 - ) : レーシングドライバー。
- ヴィクトル・クラエソン (1992 - ) : サッカー選手、スウェーデン代表。